# Wawu monstruosus
Wawu monstruosus är en tvåvingeart som först beskrevs av Wulp 1898.  Wawu monstruosus ingår i släktet Wawu och familjen lövflugor. Inga underarter finns listade i Catalogue of Life.